# Anton Czermaszencew
Anton Wiktorowicz Czermaszencew (ros. Антон Викторович Чермашенцев), ur. 21 czerwca 1976) – rosyjski wioślarz. Brązowy medalista olimpijski z Atlanty.
Zawody w 1996 były jego pierwszymi igrzyskami olimpijskimi. Startował w ósemce i to w niej zdobył brązowy medal. Brał udział w igrzyskach olimpijskich w 2000.